# Чемпионат СССР по классической борьбе 1980
49-й чемпионат СССР по классической борьбе проходил в Москве с 6 по 8 февраля 1980 года. В соревнованиях участвовали 216 борцов.

## Медалисты
| Весовая категория   | Золото                                             | Серебро                                        | Бронза                                          |
| ------------------- | -------------------------------------------------- | ---------------------------------------------- | ----------------------------------------------- |
| Наилегчайший вес    | Жаксылык Ушкемпиров «Кайрат» (Алма-Ата)            | Анатолий Бозин «Урожай» (Казань)               | Виктор Савчук «Буревестник» (Москва)            |
| Легчайший вес       | Павел Чижаев Вооружённые Силы (Киев)               | Бенур Пашаян «Динамо» (Ереван)                 | Вахтанг Благидзе «Динамо» (Тбилиси)             |
| Полулёгкий вес      | Виталий Константинов «Динамо» (Ульяновск)          | Василий Фомин «Трудовые резервы» (Киров)       | Манвел Саградян «Спартак» (Ленинакан)           |
| Лёгкий вес          | Борис Крамаренко Вооружённые Силы (Ростов-на-Дону) | Нельсон Давидян «Динамо» (Киев)                | Фаргат Мустафин Вооружённые Силы (Москва)       |
| 1-й полусредний вес | Сурен Налбалдян Вооружённые Силы (Ростов-на-Дону)  | Кадырбек Дюшенбиев «Динамо» (Алма-Ата)         | Анатолий Кравченко «Колос» (Житомир)            |
| 2-й полусредний вес | Анатолий Быков «Динамо» (Алма-Ата)                 | Александр Баранов «Трудовые резервы» (Ташкент) | Владимир Арсеньев «Трудовые резервы» (Куйбышев) |
| 1-й средний вес     | Геннадий Корбан Вооружённые Силы (Москва)          | Теймураз Апхазава «Динамо» (Кутаиси)           | Валерий Сухоплюев «Динамо» (Новосибирск)        |
| 2-й средний вес     | Игорь Каныгин «Динамо» (Витебск)                   | Сергей Голубович «Спартак» (Омск)              | Николай Рухтин «Спартак» (Уфа)                  |
| Полутяжёлый вес     | Николай Балбошин «Динамо» (Москва)                 | Михаил Саладзе «Динамо» (Тбилиси)              | Николай Бабиашвили Вооружённые Силы (Тбилиси)   |
| Тяжёлый вес         | Александр Колчинский Вооружённые Силы (Киев)       | Шота Морчиладзе «Динамо» (Тбилиси)             | Анатолий Ельчанинов «Спартак» (Тернополь)       |